# Foja divlja
Foja divlja (divlja foja, gorska foja, gorska borovica; Foja gorčljiva; lat. Juniperus excelsa) je biljka iz porodice Cupressaceae, rod borovica (Juniperus). Odlikuje se piramidalnom krošnjom. Raste po Mediteranu i nekim azijskim zemljama, n.pr. u Makedoniji, Grčkoj, Krimu, Armeniji, bivšim sovjetskim republikama, Iranu, Libanonu u drugdje.

## Opis
Juniperus excelsa je veliki grm ili stablo koji doseže visinu od 6 – 20 metara (rijetko i do 25 m). Deblo mu je promjera do 2 m i široko koničnog do zaobljenog ili nepravilnog oblika. Lišće dolazi u 2 oblika - mladi igličasti listovi dugi 8–10 mm na sadnicama, i odrasli ljuskasti listovi dugi 0,6-3 mm na starijim biljkama.
Uglavnom se razmnožava odvojenim muškim i ženskim biljkama, ali neke pojedinačne biljke su dvospolne. Češeri su bobičastog oblika, promjera 6–11 mm, plavo-crne boje s bjelkastim voštanim cvatom, a sadrže 3-6 sjemenke. Sazrijevaju s oko 18 mjeseci. Muški češeri su dugački 3–4 mm i ispuštaju polen u rano proljeće.
Često se pojavljuje zajedno s Juniperus foetidissima, a od njega se razlikuje po vitkim izdancima promjera 0,7-1,3 mm (1,2-2 mm promjera u J. foetidissima) i sivo-zelenim listovima (zeleni u J. foetidissima).
Drvo algum spomenuto u Bibliji može biti ova vrsta, ali ne može se sa sigurnošću reći.
- Tipični oblik krošnje
- Listovi
- Listovi i češeri
- Češeri
- Kora

## Sinonimi
- Juniperus excelsa Willd.
- Juniperus excelsa Pursh
- Juniperus excelsa Wall.
- Juniperus excelsa Griff.
- Juniperus excelsa var. depressa O.Schwarz
- Juniperus excelsa var. pendula Sénécl.
- Juniperus excelsa subsp. polycarpos (K.Koch) Takht.
- Juniperus excelsa var. polycarpos (K.Koch) Silba
- Juniperus excelsa subsp. seravschanica (Kom.) Imkhan.
- Juniperus excelsa var. stricta R.Sm.
- Juniperus excelsa f. stricta (R.Sm.) Rehder
- Juniperus excelsa subsp. turcomanica (B.Fedtsch.) Imkhan. [1]

## Vanjske poveznice
|  | Zajednički poslužitelj ima stranicu o temi foja divlja    |
|  | Zajednički poslužitelj ima još gradiva o temi foja divlja |
|  | Wikivrste imaju podatke o taksonu foji divljoj            |